# Morana Chasma
Il Morana Chasma è una struttura geologica della superficie di Venere.